# رودی داراگون
رودی داراگون (فرانسوی: Roddy Darragon‎؛ زادهٔ ۳۱ ژوئیهٔ ۱۹۸۳) اسکی‌باز صحرانوردی اهل فرانسه است.